# Qt-toolkit
De Qt-toolkit (kortweg: Qt, uitgesproken als het Engelse woord cute) is een software development kit geschreven in C++. Qt werkt onder verschillende besturingssystemen en processorarchitecturen zonder dat de code aangepast hoeft te worden. Qt wordt ontwikkeld door The Qt Company (een onderdeel van Digia) en het Qt Project, een gemeenschap van softwareontwikkelaars en bedrijven waarin The Qt Company de leiding heeft.

## Qt-toepassingen
Hoewel Qt-toepassingen vooral in C++ geschreven worden, zijn er interfaces naar Qt voor onder andere C, Java, Perl en Python.
Qt wordt onder andere gebruikt door KDE, een vrije desktopomgeving voor Unix-systemen, maar ook door toepassingen als Google Earth, Adobe Photoshop Album, Skype en Onedrive.

## Geschiedenis
Qt (origineel Quasar Toolkit) was het eerste product dat Quasar Technologies ontwikkelde. Men begon ermee in 1992, twee jaar voor de naamswijziging naar Trolltech in 1994. In 1996 was de eerste klant van Trolltech de Europese ruimtevaartorganisatie ESA.
In 1997 werd het duidelijk dat KDE, dat inmiddels ook Qt gebruikte, een van de belangrijkste gebruikersinterfaces zou worden voor Linux. Er waren veel mensen die zich er zorgen over maakten dat KDE dan afhankelijk zou worden van een commercieel bedrijf. Qt had toen namelijk nog geen vrije licentie (al mochten ontwikkelaars voor vrije software het wel gratis gebruiken).
Als gevolg hierop werden er twee projecten opgestart: de Harmony-toolkit; dit zou een vrije implementatie moeten worden van Qt, en GNOME; een geheel nieuwe gebruikersinterface die geen gebruik maakte van Qt maar van GTK+, een toolkit die wel volledig vrije software was. De Harmony-toolkit wordt nu niet meer ontwikkeld omdat Qt tegenwoordig wel een vrije licentie heeft, maar GNOME groeide uit tot een tegenhanger van KDE.
Om te zorgen dat Qt toch gebruikt kon worden in een vrij besturingssysteem, stelde Trolltech samen met KDE een speciale organisatie in, de KDE Free Qt Foundation. Deze moest garanderen dat Qt altijd vrije software zou blijven, zelfs bij een faillissement. Daarbij werd Qt/X11 uitgegeven onder een speciale licentie, de QPL. 
Dit leek goed te gaan, totdat iemand van de Free Software Foundation opmerkte dat de QPL incompatibel was met de GPL. Om een nieuw probleem te voorkomen zorgde Trolltech er in 2000 voor dat de volgende uitgave van Qt (toen 2.2) uitgebracht zou worden onder de GPL.
In de jaren daarna veranderde de naam Trolltech naar Qt Software en kocht Nokia Qt Software op. In 2012 werd de Qt-afdeling van Nokia opgekocht door Digia, dat verklaarde de ontwikkeling te willen voortzetten en Qt naar Android, iOS en Windows 8 te willen brengen.

## Soorten uitgaven
Er bestaan vier verschillende uitgaven van Qt, voor elk platform één:
| Uitgave     | Platform                                     | Licentie                      |
| ----------- | -------------------------------------------- | ----------------------------- |
| Qt/X11      | Unix                                         | Vrije en commerciële licentie |
| Qt/Windows  | Windows                                      | Vrije en commerciële licentie |
| Qt/Mac      | Mac OS X                                     | Vrije en commerciële licentie |
| Qt/Embedded | PDA's en Embedded Linux (Linux in apparaten) |                               |

Met de vrije uitgaven van Qt mogen sinds versie 4.5 zowel toepassingen geprogrammeerd worden die zelf ook vrije software zijn als commerciële toepassingen. Deze worden uitgegeven onder de QPL, de GPL en sinds versie 4.5 de LGPL, drie licenties voor vrije software. Met de commerciële uitgaven is het toegestaan zowel vrije als commerciële software te maken. Voor deze uitgaven moet de ontwikkelaar betalen.
Sinds versie 4 is er ook een vrije licentie voor de Windows-versie van Qt.